# Оселя зла
«Осе́ля Зла» (англ. Resident Evil) — науково-фантастичний фільм жахів 2002 року режисера Пола Андерсона, адаптація гри Resident Evil компанії Capcom. Прем'єра фільму відбулася 15 березня 2002 року, в Україні — 18 липня того ж року.
За фільмом вийшли п'ять сиквелів: «Оселя зла: Апокаліпсис», який вийшов у 2004 році, «Оселя зла: Вимирання» (2007), «Оселя зла: Потойбічне життя» (2010), «Оселя зла: Відплата» (2012) та «Оселя зла: Фінальна битва» (2017). Фільм використовує різні елементи з перших трьох ігор: Resident Evil, Resident Evil 2 та Resident Evil 3: Nemesis.

## Сюжет

Логотип корпорації Umbrella, який регулярно з'являється у фільмах франшизи

Невідомий викрадає зразки Т-вірусу зі сховища і під час втечі навмисно розбиває одну колбу зі штамом. Центральний комп'ютер лабораторії «Червона королева» виявляє витік і вбиває всіх працівників комплексу, щоб уникнути розповсюдження вірусу. Головна героїня, Еліс, приходить до тями в ду́ші величезного маєтку, при цьому не пам'ятаючи нічого зі свого минулого. Під час огляду приміщень вона виявляє записку «Сьогодні усі твої мрії збудуться» і шухляду зі зброєю. Коли вона вийшла на вулицю, хтось затягує її назад до приміщення. Несподівано до маєтку потрапляє загін зачистки, до числа якого входять Перший, Рейн Окампо, Чед Каплан, Джей Ді, медик та кілька інших солдатів. Командир загону намагається дізнатися в Еліс інформацію про те, що сталося, але Каплан доповідає, що вона ще не оговталась від побічних ефектів системи безпеки. Він бере її та поліцейського (якого ідентифікували як Метта Едісона) із собою. Спецназ йде через двері, замасковані під дзеркало, і потрапляє на залізничну станцію. Рейн відновлює живлення вагона і помічає вентиляційну решітку з невеликою дірою, з якої чує якісь звуки. Не виявивши нічого підозрілого, вона повернулася до потягу, після чого Еліс, Метт та загін командос від'їжджають. В поїзді вони знаходять чоловіка, який також втратив пам'ять. У Еліс починають з'являтися спогади, пов'язані з ним, і вона приходить до висновку, що вони були одружені. Після того, як група дісталася до підземної лабораторії під назвою «Вулик», їхню присутність виявляє центральний комп'ютер.
Перший пояснює Еліс, що поїзд доставив їх до «Вулика» — таємної лабораторії корпорації Umbrella, розташованої під містом Раккун-сіті, в якій велися секретні дослідження. Еліс та Спенсер — оперативні працівники корпорації, які жили в маєтку, що є запасним входом до лабораторії. Їхній шлюб був прикриттям для охорони цього входу. Деякий час тому система безпеки випустила в маєток нервово-паралітичний газ, який і став причиною втрати свідомості, а побічним ефектом є амнезія на невизначений термін. Відчинивши лабораторію, Джей Ді та Перший виявляють, що ліфти зламані. Загін іде сходами і Каплан доповідає, що «Червона королева» помітила їх. Вони прибувають до затоплених лабораторій. Перший наказує Джей Ді та Рейн перевірити затоплення, а Каплану — шукати інший маршрут. На запитання знайденого в поїзді чоловіка, про те, що тут сталося, Перший відповідає, що кілька годин тому «Червона королева» раптово вбила весь персонал, після чого корпорація вислала спецзагін, щоб вимкнути систему. Метт лякається плаваючого трупа, що зненацька з'явився у вікні лабораторії. Чоловік з поїзда передає Еліс свою куртку і вона мимоволі згадує свої інтимні стосунки з ним. Через вентиляцію Метт чує незрозумілі звуки, а Каплан повідомляє, що знайшов інший маршрут. Коли усі йдуть геть, плаваючий труп раптово розплющує очі.
Загін прибуває до їдальні «Б», через яку можна дістатися до покоїв «Королеви». Але у ній вони виявляють дивні контейнери. Джей Ді та Рейн залишаються стерегти Метта, а інші рухаються вперед. В одному з контейнерів Еліс бачить невідоме створіння. Дістаючись до покоїв «Червоної королеви», Каплан, схоже, успішно зламує систему та відкриває двері до покоїв. Але коли решта загону йде до кімнати «Королеви», раптово вмикається прихована система захисту у вигляді рухомих лазерів. В результаті гине командир і троє солдатів. Живими залишаються тільки Еліс, чоловік з поїзда, Метт, солдати Каплан, Рейн і Джей Ді. Еліс і Каплан, попри всі вмовляння «Червоної королеви», відключають її. Перед відключенням вона каже: «Ви всі тут загинете». В результаті всі зачинені двері лабораторії відчиняються, випустивши на свободу весь персонал, який перетворився під впливом вірусу на зомбі. Джей Ді та Рейн чекають на загін. Раптом вони чуть звук падаючого предмета. Рейн іде перевірити його. Згодом вона виявляє джерело звуку — це балон, що котиться по підлозі. Підійшовши ближче вона бачить зомбі і думає, що це вціліла робітниця лабораторії. Раптово зомбі кусає Рейн і валить її на підлогу, у неї випадають ключі від наручників. Прибігає Джей Ді, допомагає Рейн, та погрожує зомбі пістолетом, але безрезультатно. Він стріляє у неї п'ять разів, але це нічого не дає. Рейн чергою зі своєї зброї валить її. Приходять інші члени загону і допитуються, що сталося. Джей Ді помічає, що зомбі зникла, а Метт підбирає ключі. Каплан повідомляє, що решта членів групи загинула. Рейн це обурило і вона йде допитуватись. Раптом у приміщенні роздається скреготання. Джей Ді це чує і бачить, що їх оточують мерці. Починається стрілянина. Зомбі тіснять героїв і солдати випадково зачіпають вогнем один з контейнерів, який вибухає. Метт намагається зняти наручники і відбивається від зомбі. Його рятує Еліс. Каплан, Джей Ді, Рейн і чоловік з поїзда наближаються до виходу, але Каплан ніяк не може ввести код. Джей Ді вводить код, двері відкриваються і з них з'являється ціла орава зомбі яка затягує Джея Ді і загризає його до смерті.
Рейн, Каплан і чоловік з поїзда замикаються у покоях «Королеви». Еліс блукає безлюдними приміщеннями і відбивається від собак-зомбі та охоронця. До неї повертаються деякі спогади і вона виявляє у себе хист до бойових мистецтв. Метт тим часом шукає свою сестру, але вона вже перетворилася на зомбі. Її вбиває Еліс і дізнається, що Метт — розшукуваний по всій країні екоактивіст. Він намагався отримати докази нелегальних експериментів корпорації і зразок експериментальної вірусної зброї під назвою Т-вірус з допомогою своєї сестри Лізи, щоб знищити корпорацію Umbrella. Еліс згадує, що Ліза була її партнером, але не може зрозуміти свою роль у минулих подіях. Двоє тікають від зомбі та опиняються у покоях «Червоної королеви». Ситуація ускладнюється тим, що на завдання загону виділено три години, по закінченні яких єдиний вихід із «Вулика» буде запечатаний. І якщо герої забаряться, то залишаться похованими живцем. Вони повертають Червону королеву до життя і просять у неї поради. «Королева» розповідає про Т-вірус, який став проривом у медицині, але також мав і військовий потенціал. Результат дії вірусу — реанімація мертвих клітин і організму в цілому. У реанімованих залишаються прості моторні функції, теоретично, якась частка пам'яті, але інтелект повністю відсутній. Ними керує один єдиний інстинкт — потреба в їжі. Вбити їх можна двома способами — пошкодити верхній відділ хребта (скрутити шию) або травмувати головний мозок. «Королева» дає їм шлях через каналізацію.
Коли Еліс і команда пробираються каналізаційними тунелями, на них нападають зомбі. Каплан відстає від команди й опиняється в оточенні мерців. Вибравшись до лабораторій, Еліс згадує, що існує антивірус, який може врятувати Рейн, але, прийшовши до лабораторії, вони не знаходять його зразок. Несподівано до Еліс та чоловіка з поїзда на ім'я Спенсер повертається пам'ять. Виявляється, що саме Спенсер вкрав вірус і викликав катастрофу у лабораторії. Він зізнається, що збирався продати вірус на чорному ринку. На питання Рейн про антивірус він каже, що зразки сховані в тому поїзді. У цей час позаду нього опиняється зомбі і кусає його. Спенсер вбиває її, зачиняє всіх у лабораторії, а сам тікає. Біля поїзда на Спенсера, який збирається вводити собі антивірус, нападає монстр-мутант Лизун. «Червона королева», яка навмисне промовчала про це створіння, пропонує Еліс і Метту допомогу, але натомість просить вбити інфіковану Рейн, щоб не дозволити вірусу розповсюдитися. Становище ускладнюється тим, що до лабораторії рветься Лизун, який убив Спенсера і завдяки свіжій ДНК мутував і став сильніший. Еліс вдаряє по монітору, розташованому на стіні, внаслідок чого «Червона королева» раптово вимикається. Двері відчиняються і з'являється Каплан, який втік від зомбі і відключив систему.
Всі герої повертаються до поїзда. Еліс добиває сокирою Спенсера, забирає валізу з вірусом та антивірусом і кидає на підлогу свою обручку. Всі сідають на поїзд і їдуть з лабораторії. Еліс вводить Рейн і Каплану антивірус. Несподівано на поїзд нападає Лизун, який вбиває Каплана і дряпає Метту передпліччя. Еліс прибиває язик Лизуна до підлоги, в той час як Метт збирається відкрити люк, щоб скинути Лизуна з поїзда. Але на його шляху встає Рейн, яка попри введення антивірусу, перетворилася на зомбі. Метт вбиває її, і тіло падає на кнопку і приводить в дію механізм відкриття люка, внаслідок чого Лизун падає на шпали і гине від струму.
Метт і Еліс входять до маєтку, а позаду них зачиняються двері до лабораторії. Метт, поранений Лизуном, несподівано починає мутувати через вірус, що потрапив йому в кров при пораненні. Еліс збирається ввести йому антивірус, але в маєток вриваються вчені корпорації Umbrella і відводять їх у різних напрямках. Перед тим, як знепритомніти, Еліс змогла почути розмову, з якої стає зрозуміло, що компанія має намір знову розкрити «Вулик», щоб перевірити що саме там сталося. Пізніше Еліс прокидається в лікарні міста Раккун. Головна героїня вибирається на вулицю і бачить навколо руйнування і запустіння. Заголовок однієї з газет говорить: «Мертві йдуть». Вона підходить до найближчої поліцейської машини, забирає звідти дробовик і пересмикує затвор.

## У ролях
| Актор/Акторка   | Роль                         |
| --------------- | ---------------------------- |
| Мілла Йовович   | Еліс                         |
| Мішель Родрігес | Рейн Окампо                  |
| Ерік Мабіус     | Меттью Еддісон               |
| Джеймс Пюрфой   | Спенсер Паркс                |
| Колін Селмон    | Джеймс Шейд на псевдо Перший |
| Мартін Крюїз    | Каплан                       |
| Гайке Макач     | доктор Ліза Аддісон          |

## Цікаві факти
- На момент зйомок у Пола Андерсона вже був успішний досвід екранізації відеогри.
- Для однієї з найефектніших сцен фільму, коли Еліс відштовхується від стіни, щоб вдарити пса-зомбі, Мілла Йовович тренувалась три місяці.
- У фільмі містяться прямі посилання не тільки до однойменної гри, але й до твору Льюїса Керрола «Аліса в Задзеркаллі».
- На головну роль розглядалося багато кандидаток, але Йовович заявила Андерсону, що вона єдина, хто може зіграти цю роль. Режисер був вражений наполегливістю актриси і після зйомок вони заручилися.
- Добермани, задіяні у зйомках, були звичайними сторожовими псами без спеціальної кінопідготовки, що не давало Міллі Йовович розслаблятися на майданчику.
- Собаки постійно норовили злизати із себе бутафорську кров, доставляючи чимало проблем гримерам.
- Дрібні подряпини та синці на тілі Мілли Йовович були справжніми, бо майже всі трюки актриса виконала сама.

## Помилки у фільмі
- Спенсер дає Еліс свій піджак, який для неї завеликий, але далі за фільмом одяг на ній сходиться.
- У лабораторію не нафарбовану Еліс висмикнули прямо із душу, однак зомбі вона шинкує вже при повному макіяжі.
- На Еліс надягнута зовсім не та сукня, що лежала на ліжку.
- Романтична записка, яку Спенсер написав Еліс, з'являється у двох різних виконаннях.
- Годинник у Рейн з'являється то на правій руці, то на лівій.
- При падінні у Вулик другого ліфта номери поверхів миготять у послідовності 10, 7, 9.
- У покоях «Червоної королеви» лазер проходить крізь шию доктора під прямим кутом, але голова ковзає вниз під нахилом.
- На вкушену руку наклали пов'язку, яка зникає і з'являється між кадрами.
- Під час розмови Еліс та Рейн в поїзді Метт на задньому плані то ходить, то стоїть у дверному отворі.
- Зомбі в кадрі періодично дихають, хоча за логікою не повинні.
- На початку фільму, коли Спенс забирав зразки вірусу та антивірусу, на ньому окрім захисного шолома була пов'язка для органів дихання, а коли показують відновлені спогади Спенса, пов'язка відсутня.